# 大牟田メガソーラー発電所
大牟田メガソーラー発電所（メガソーラーおおむたはつでんしょ）は、福岡県大牟田市に位置し、九州電力の子会社である九電みらいエナジーの発電所である。
2004年4月に廃止された港発電所跡地を活用し、九州電力では初となる大規模太陽光発電システムを採用した発電所として、2010年11月に運転を開始した。その後、九州電力グループにおいて再生可能エネルギー発電事業の中核会社である九電みらいエナジーが2018年7月に譲り受け、2018年11月にメガソーラー大牟田発電所から名称を変更した。

## 概要
- 敷地面積 - 約80,000km2
- パネル容量 - 約3,000kW
- 出力 - 1,990kW
- 運転方法 - 全自動無人運転（遠隔監視）
- 連系先 - 九州電力
- 太陽光パネル枚数 - 約14,000枚
- 推定発電電力量 - 2,800,000kWh/年、利用率16%（NEDOの年間日照データから算定）
- 太陽電池 - シリコン多結晶系太陽電池
- 直流/交流変換装置 (PCS)- 500kW×3台、490kW×1台
- 運転開始 - 2010年（平成22年）11月

## 中古蓄電池再利用実証事業
九州電力、九電みらいエナジー、NExT-e Solutionsにより、2019年から余剰電力を中古蓄電池にためて再利用する実証事業が行われた。トヨタ自動車九州の工場で使用した中古蓄電池を本発電所に持ち込み、出力制御が必要になっても、再利用電池に余剰電力を蓄えられるシステムを構築した。
この取り組みは、九州電力において、2018年10月から出力制御を複数回にわたり実施していたことを受けたものである。

## 大牟田市次世代エネルギーパーク
大牟田市では2009年に経済産業省資源エネルギー庁により次世代エネルギーパーク計画が認められ、近代日本の発展をエネルギー面から支え、本市の発展と共に歩んできた石炭の歴史と、次世代を担う地球環境と調和した新エネルギーに関する地域の取り組みを通して、過去から将来のエネルギーについて、総合的に体験・学習できる新たな地域拠点を整備している。
「大牟田市次世代エネルギーパーク」として、大牟田市内には当発電所のほか、健老町の大牟田エコタウンの一角や甘木山でメガソーラー事業が行われている。